# Giacomo Puccini

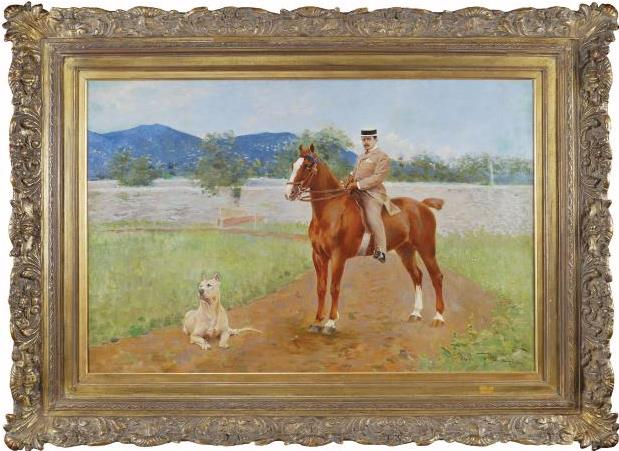
Giacomo Puccini a caballo en el Lago di Massaciuccoli, obra de Aleardo Villa (Ravello, 12 de febrero de 1865 - Milán, 31 de diciembre de 1906).

Giacomo Antonio Domenico Michele Secondo Maria Puccini (Lucca, 22 de diciembre de 1858 - Bruselas, 29 de noviembre de 1924), más conocido simplemente como Giacomo Puccini, fue un compositor italiano de ópera, considerado entre los más grandes, de fines del siglo XIX y principios del XX.
Fue un visionario, creador de los conceptos de música que regirían el cine durante el siglo XX. Para él, el uso de pasajes modales o recursos politonales y la tonalidad o la atonalidad eran cuestiones de efecto que estaban definidas por las necesidades dramáticas de la obra. Por ejemplo, en Tosca, la forma en que reemplaza el texto por pasajes musicales nos anticipa la acción que está por acontecer, al mejor modo de Alfred Hitchcock en sus películas de suspense. Otro ejemplo es en La bohème, cuando se escucha el tema de Mimí antes de que ella aparezca en escena, cuando Rodolfo les dice a sus amigos que se va a quedar en la buhardilla.
Fue uno de los pocos compositores de ópera capaces de usar brillantemente las técnicas operísticas alemana e italiana. Se le considera el sucesor de Giuseppe Verdi. Algunas de sus melodías, como "O mio babbino caro", de Gianni Schicchi; "Che gelida manina", de La bohème, y "Nessun dorma", de Turandot, forman parte hoy día de la cultura popular.
Su primera ópera fue Le Villi (1884) y su primer triunfo, Manon Lescaut (1893). Además de doce óperas, Puccini escribió otras obras notables, como una Misa de Gloria, un Himno a Roma, un capricho sinfónico, dos preludios sinfónicos y tres minués para cuarteto de cuerda.

## Biografía

### Primera etapa
Nacido en una familia de músicos (los Puccini fueron durante generaciones maestros de cámara del Duomo, Catedral de Lucca), después de haber perdido a su padre a la edad de cinco años, fue enviado a estudiar con su tío Fortunato Magi, que lo consideró un alumno no particularmente dotado y sobre todo indisciplinado. Desde temprana edad, fumaba.
Más tarde, consiguió el puesto de organista y maestro de coro en Lucca. La leyenda dice que la decisión de dedicarse al teatro musical le vino después de asistir en 1876 a una representación de Aida, de Giuseppe Verdi en Pisa, a donde había llegado caminando ya que el tren tuvo una avería.
Corresponden a este período las primeras composiciones escritas, entre las que destacan una cantata (I figli d'Italia bella, 1877), un motete (Mottetto per San Paolino, 1877) y una Misa (1880).
En 1880, con la ayuda de un pariente y una beca, consiguió inscribirse en el Conservatorio de Milán para estudiar composición con Antonio Bazzini y Amilcare Ponchielli. En ese mismo año, a la edad de 21 años, compuso la Misa, que marca la culminación de la larga relación de su familia con la música religiosa. Aunque Puccini la llamó correctamente la Messa, una Misa, se la conoce popularmente como la Misa de Gloria.Esta obra anticipa la carrera de Puccini como compositor de ópera, al mostrar atisbos de la capacidad dramática que más tarde liberaría en la escena, ya que las poderosas arias para tenor y bajos solistas son más operísticas de lo habitual en música religiosa. Además, la orquestación y la potencia dramática la comparan con la Misa de Réquiem de Verdi.
Mientras estudiaba en el Conservatorio, Puccini obtuvo un libreto de Ferdinando Fontana y participó en un concurso para realizar una ópera de un acto en 1882. Aunque no ganó el concurso, Le Villi se representó en 1884 en el Teatro dal Verme de Milán y llamó la atención de Giulio Ricordi, editor de música, que le comisionó una segunda ópera para estrenar en el Teatro de la Scala de Milán, pero Edgar (1889), que le costó cinco años de trabajo, no tuvo mucho éxito y en los decenios posteriores sufrió sucesivas modificaciones radicales sin llegar a entrar en el "repertorio".
Entretanto, Puccini comenzó una relación con Elvira Bonturi (1860-1930), casada con un viajante de comercio, Narciso Gemignani, un "mujeriego impenitente" por lo que el matrimonio no era feliz. Elvira le dio en 1880 su primera hija, Fosca (1880-1968), y en 1886 nació su segundo hijo, Antonio (1886-1946), llamado Tonio, en Monza porque ella había abandonado Lucca en cuanto el embarazo no pudo ocultarse, para evitar los chismes. Al poco, empezaron a convivir. Narciso fue asesinado por el marido de la mujer con la que mantenía una aventura el 26 de febrero de 1903, un día después del accidente de automóvil de Puccini. Solo entonces, a principios de 1904, pudieron casarse Puccini y Elvira y legitimar a Antonio.

### Puccini en Torre del Lago
Desde 1891 en adelante, Puccini pasó la mayor parte de su tiempo en Torre del Lago, una pequeña localidad a unos 20 kilómetros de Lucca situada entre el Mar Tirreno y el lago Massaciuccoli, al sur de Viareggio. Al principio, vivía en una casa alquilada y pasaba mucho tiempo dedicado a la caza, aunque continuaba visitando Lucca regularmente. Sin embargo, en 1900 compró un terreno y construyó una casa al borde del lago. Puccini vivió en ella hasta 1921, cuando la contaminación del lago por los trabajos de extracción de turba le obligaron a trasladarse a Viareggio, un poco más al norte.

### El éxito: las colaboraciones con Luigi Illica y Giuseppe Giacosa
Después del semi paso en falso de Edgar, la tercera ópera —Manon Lescaut— fue un éxito extraordinario, quizás el mayor de la carrera de Puccini. Además, fue el inicio de la colaboración con los libretistas Luigi Illica y Giuseppe Giacosa. Illica y Giacosa escribieron después los libretos de las siguientes tres óperas de Puccini, las más famosas.
La primera, La bohème (basada en la novela de Henri Murger Scènes de la vie de Bohème), es, quizás, su ópera más famosa. Entre las obras maestras del panorama operístico tardorromántico, La Bohème es un ejemplo de síntesis dramatúrgica, estructurada en cuatro "cuadros".
La siguiente ópera, Tosca, representa la incursión de Puccini en el melodrama histórico. El tema, tomado de Victorien Sardou, puede recordar algunos estereotipos de la ópera verista, pero las soluciones musicales anticipan más bien, en particular en el segundo acto, el naciente expresionismo musical.
La tercera ópera es Madama Butterfly. Está basada en un drama de David Belasco y es la primera ópera exótica de Puccini. Su estreno en la Scala de Milán en 1904 fue un solemne fiasco, probablemente en parte orquestado por sus críticos. Sin embargo, después de algunas modificaciones, esta ópera obtuvo un pleno éxito que dura hasta hoy.

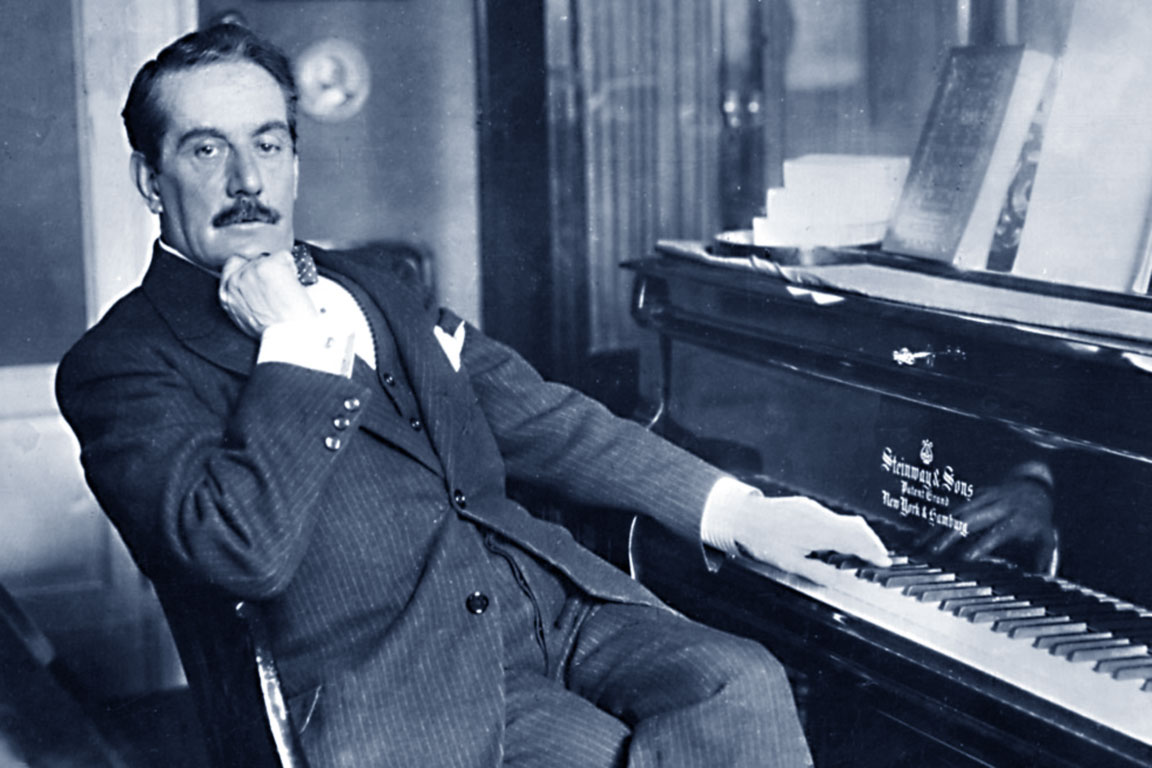
Giacomo Puccini, al piano (1900).

La colaboración con Illica y Giacosa fue ciertamente la más productiva de la carrera artística de Puccini. A Luigi Illica, dramaturgo y periodista, le correspondía la tarea de esbozar el fondo y definir la trama poco a poco, discutiéndola con Puccini, para acabar con un texto completo. A Giuseppe Giacosa, autor de comedias de éxito y profesor de literatura, le tocaba el delicado trabajo de poner en verso el texto, manteniendo tanto los aspectos literarios como los musicales, tarea que realizaba con gran paciencia y sensibilidad poética.
La última palabra la tenía siempre Puccini, al cual Giulio Ricordi apodaba el Dogo, por el predominio que ejercía en el grupo. Ricordi contribuía también personalmente a la creación de los libretos, sugiriendo soluciones, de vez en cuando escribiendo versos y, sobre todo, mediando entre los libretistas y el músico en las ocasiones de las frecuentes controversias debidas a la costumbre de Puccini de revolucionar el hilo dramático durante la génesis de las óperas.

### La crisis
A partir de 1904, comenzaron los años más difíciles de la vida de Puccini. En ese año, el músico, apasionado de los automóviles, resultó gravemente herido en un accidente de coche y debió seguir una larga y penosa convalecencia.
En 1906, la muerte de Giacosa puso fin a la colaboración a tres que había producido las precedentes obras maestras. Todas las tentativas de colaboración solamente con Illica naufragaron, en particular en el proyecto de una Maria Antonietta.[cita requerida]
En 1909, una nueva tragedia y un escándalo golpearon profundamente al músico, que era habitualmente infiel a su esposa: una de sus criadas, Doria Manfredi, de 23 años, objeto de los celos obsesivos de Elvira que la acusó públicamente de adulterio, se suicidó envenenándose. Sin embargo, la autopsia indicó que Doria era virgen, lo que refutó la acusación en su contra. Elvira fue procesada por calumnia y fue condenada a más de cinco meses de prisión, pero un fuerte pago a la familia Manfredi por parte de Puccini evitó que Elvira tuviera que cumplir la sentencia. Este drama agravó la relación entre el compositor y su esposa, y sus efectos psicológicos interfirieron en su capacidad para completar composiciones e influyeron en la creación de personajes, como Liu en Turandot, una esclava que muere trágicamente suicidándose.
En 1912, falleció también Giulio Ricordi, el editor al cual Puccini se sentía profundamente ligado.
En el aspecto artístico, la pasión por el exotismo (del cual nació Madama Butterfly) empujaba cada vez más al artista a afrontar el lenguaje y los estilos de otras tradiciones musicales: nacieron así, en 1910, La fanciulla del West (La chica del Oeste), un western de antes de que existiera este término, y en 1917, La rondine (La golondrina), concebida inicialmente como opereta y convertida finalmente en un híbrido singular entre este género y el de la ópera lírica.
Esta crisis se manifestó en la gran cantidad de proyectos abortados, abandonados en un estado de trabajo avanzado (véase la lista del final). A fines del siglo XIX, Puccini intentó también, en varias ocasiones, colaborar con Gabriele D'Annunzio, pero sin llegar a acabar sus obras.

### El Tríptico
El eclecticismo de Puccini y su incesante búsqueda de soluciones originales encontraron pleno apogeo en el llamado Il Trittico, tres óperas de un acto, estrenadas a la vez en Nueva York, en 1918. Las tres obras presentan características contrastadas: trágica y verista Il tabarro, elegíaca y lírica Suor Angelica y cómica Gianni Schicchi. De las tres, la última se volvió popular rápidamente, mientras que Il tabarro, inicialmente juzgada inferior, ganaría con el tiempo el favor pleno de la crítica. Suor Angelica era, sin embargo, la preferida del autor. Concebidas para representarse en una sola velada, hoy día cada una de las operas del tríptico casi siempre se escenifican junto con óperas de otros autores.

### Turandot, la ópera inconclusa
La última ópera, Turandot, quedó inconclusa, ya que Puccini murió el 29 de noviembre de 1924, en Bruselas, como consecuencia de complicaciones durante el tratamiento de un cáncer de garganta para el que había ido a tratarse allí y del que solamente su hijo conocía la gravedad real. Puccini era un fumador compulsivo.
Las últimas dos escenas de Turandot las terminó Franco Alfano bajo la supervisión de Arturo Toscanini. La noche del estreno, el propio Toscanini, que dirigía la orquesta, interrumpió la interpretación donde el maestro había dejado la composición. En el día del estreno en La Scala, cuando muere Liu y el coro canta "Liù, bontà perdona! Liù, docezza, dormi! Oblia! Liù! Poesía!", Toscanini se volvió al público desde el podio, dejó la batuta y, con voz queda y emocionada, mientras lentamente bajaba el telón, pronunció las siguientes palabras: "Aquí finaliza la ópera, porque en este lugar murió el Maestro". La versión que completó Alfano se presentó en la segunda noche. En el 2001, vio la luz un nuevo final, compuesto por Luciano Berio y basado en el libreto y los esbozos de Puccini.
Basada en una fábula teatral de Carlo Gozzi y representada por primera vez en 1926, Turandot es la primera ópera pucciniana de ambientación fantástica, cuya acción —como se puede leer en la partitura— se desarrolla «en el tiempo de las fábulas». En esta ópera, el exotismo se convierte en la propia forma del drama: China es así una suerte de reino de los sueños y de eros, con apariciones, fantasmas, voces y sonidos provenientes de la otra dimensión de fuera de la escena.
Puccini se entusiasmó rápidamente con el tema y con el personaje de la princesa Turandot, altiva y sanguinaria, pero tuvo dudas en el momento de poner la música al final, un insólito final feliz, sobre el cual trabajó un año entero, sin conseguir acabarlo.

## Personalidad
Excepto para su última ópera, Turandot, Puccini componía sus óperas cerrando herméticamente puertas y ventanas para impedir que la luz del día entrara en la estancia donde se encontraba, ya que era frecuente que dedicara la noche a corregir y perfeccionar lo compuesto.
Se debe a Puccini la construcción del primer automóvil todoterreno italiano. Enamorado de los coches, el maestro comenzó su carrera automovilística comprando, en 1901, un De Dion Bouton "5 CV", visto en la Exposición de Milán de aquel año y rápidamente sustituido (en 1903) con un Clement Bayard. Con estos vehículos, corría de su refugio de Torre del Lago a Viareggio o Forte dei Marmi, donde veraneaba. Parece que, a veces, demasiado rápido, según la policía de Livorno, que multó a Puccini por exceso de velocidad en diciembre de 1902. Una noche, dos meses más tarde, cerca de Vignola, el Clement se salió de la carretera con su mujer, su hijo, un mecánico y el mismo Puccini a bordo; todos resultaron ilesos salvo el músico, que se fracturó una pierna.
En 1905, compró uno de los primeros Sizaire et Naudin, al cual siguió un Isotta Fraschini del tipo "AN 20/30 HP" y algunos Fiat, entre los cuales hubo un "40/60 HP", en 1909, y un "Fiat 501", en 1919. Todos ellos automóviles adecuados a salidas con la familia pero no para utilizarlos en sus amadas partidas de caza. Por este motivo, Puccini pidió a Vincenzo Lancia la fabricación de un vehículo capaz de moverse también en terrenos difíciles. Después de pocos meses, le entregaron el que se considera el primer todoterreno de Italia, con chapa reforzada y ruedas articuladas y un precio astronómico (35 000 liras de la época). Sin embargo, Puccini no quedó satisfecho totalmente y compró después un "Lancia Trikappa" y un "Lancia Lambda".
Con el primero, en agosto de 1922, el músico organizó un larguísimo viaje en automóvil por Europa. La «comitiva» de amigos iba en dos vehículos, el Lancia Trikappa de Puccini y el Fiat 501 de su amigo Angelo Magrini. El itinerario era: Cutigliano, Verona, Trento, Bolzano, Innsbruck, Múnich, Ingolstadt, Núremberg, Fráncfort, Bonn, Colonia, Ámsterdam, La Haya, Constanza y el retorno a Italia. El "Lambda" de 1924 fue el último vehículo de Puccini, con el que se trasladó a la estación de Pisa para tomar el tren para Bruselas, donde falleció.
Después de su muerte, se construyó un mausoleo en la Casa Puccini en Torre del Lago, donde está enterrado el compositor junto con su mujer y su hijo, que murió más tarde. Esta casa es hoy día conocida como la Casa Museo Puccini. La Casa Museo Puccini pertenece en la actualidad a su nieta Simonetta Puccini, y está abierta a las visitas del público.

## Personalidad artística
Figura central del mundo operístico italiano, Giacomo Puccini se alejó de la tendencia dominante en su época, la ópera verista.
Es difícil situar a Giacomo Puccini en el panorama internacional, ya que su música, por su continua evolución artística, no tiene la tensión innovadora de muchos de los mayores compositores europeos de la época.
Puccini se dedicó de manera casi exclusiva a la música teatral y, al contrario de los maestros de la vanguardia novecentista, escribió siempre pensando en el público, cuidando las representaciones y siguiéndolas en las giras por el mundo.
Aunque creó solamente doce óperas (comprendidas tres en un acto que componen el Tríptico), sus obras se han asentado en los repertorios de los teatros líricos de todo el mundo. Los ingredientes fundamentales de su teatro son la variedad, la rapidez, la síntesis, la profundidad psicológica y la abundancia de hallazgos escénicos.
El público, bien que a veces desorientado por las novedades de cada ópera, al final se ponía de su parte; por el contrario, la crítica musical, en particular la italiana, consideró durante mucho tiempo a Puccini con sospecha u hostilidad. Se le solía acusar en Italia a Puccini de comercial y se decía que su música no era ni italiana, ni rusa, ni alemana, ni francesa. No obstante, expresaron su admiración por su trabajo contemporáneos como Ígor Stravinski, Arnold Schoenberg, Maurice Ravel o Anton Webern.
El gran mérito de Puccini fue su inclinación ecléctica, asimilando y sintetizando con habilidad y rapidez lenguajes y culturas musicales diferentes. Para aproximarse a la personalidad artística de Puccini, es preciso indagar en las relaciones que urdió con las diferentes culturas musicales y teatrales de su tiempo.

### Influencia de Richard Wagner
Desde su llegada a Milán, Puccini formó parte de los admiradores de Richard Wagner: las dos composiciones sinfónicas presentadas como ejercicios del Conservatorio – el Preludio sinfónico en La mayor (1882) y el Capricho sinfónico (1883) – contienen signos temáticos y estilísticos explícitos parecidos a las óperas de la primera madurez wagneriana: Lohengrin y Tannhäuser. A principios de 1883, adquirió, junto con su compañero de habitación Pietro Mascagni, la partitura de Parsifal, cuyo Motivo de la Eucaristía se cita literalmente en el preludio de Le Villi.[cita requerida]
Puccini ha sido quizá el primer músico italiano que comprendió que la enseñanza de Wagner iba bien con su teoría del «drama musical» y de la «ópera de arte total»— que en Italia fueron el centro del debate—, y concernía específicamente el lenguaje musical y la estructura narrativa.[cita requerida]
Si en sus obras de la década de 1880 la influencia wagneriana se manifiesta sobre todo en algunas elecciones armónicas y orquestales que a veces recuerdan a una copia, a partir de Manon Lescaut Puccini empieza a explorar la técnica compositiva, y no solo llega a utilizar de manera sistemática el leitmotiv, sino a ligarlo también, según el sistema que Wagner empleó en Tristán e Isolda.[cita requerida]
Todas las óperas de Puccini a partir de Manon Lescaut se prestan a la lectura y la escucha también como partituras sinfónicas. Réné Leibowitz llegó incluso a individualizar en el primer acto de Manon Lescaut una articulación en cuatro tiempos de sinfonía, donde el tempo lento coincide con el encuentro entre Manon y Des Grieux y el scherzo (el término figura en el manuscrito) con la escena de la partida de cartas.
Sobre todo a partir de Tosca, Puccini recurre a una técnica típicamente wagneriana, cuyo modelo puede identificarse en el célebre himno a la noche del segundo acto de Tristán e Isolda. Se trata de lo que podría definirse como una suerte de crescendo temático, a partir de un núcleo (que genera ideas secundarias), cuya progresión se desarrolla y llega a un clímax sonoro, colocado un poco antes de la conclusión del episodio (técnica que Puccini emplea de manera particularmente sistemática y eficaz en Il tabarro).[cita requerida]

### Influencia francesa
Puccini tomó de la ópera francesa y, en particular, de Georges Bizet y de Jules Massenet, el cuidado por el color local e histórico, elemento no propio de la tradición operística italiana. La reconstrucción musical del ambiente constituye un aspecto de relieve en todas las partituras de Puccini: de la China de Turandot, del Japón de Madama Butterfly, del Oeste estadounidense (Far West) de La fanciulla del West, del París de Manon Lescaut, La Bohème, La Rondine e Il Tabarro, de la Roma papal de Tosca, de la Florencia del siglo XIII de Gianni Schicchi o del convento del siglo XVII de Suor Angelica.[cita requerida]
La armonía de Puccini, tan dúctil e inclinada a los procedimientos de la música modal, parece tomar elementos de la música francesa de la época, sobre todo la no operística. De todas formas, no es fácil demostrar la presencia de una influencia concreta, ya que pasajes de este tipo se encuentran en el primer Puccini desde Le Villi, cuando la música de Gabriel Fauré y de Claude Debussy era todavía desconocida en Italia. Parece más verosímil que el gusto artístico de Puccini evolucionó hacia el empleo de combinaciones modales como la última partitura de Wagner (Parsifal), que se considera la más francesa de las operas de este y que emplea abundantemente combinaciones modales.[cita requerida]
Al comienzo de los años noventa, Puccini parece pasar, como otros músicos italianos de su generación, por una fase de fascinación por la música de Debussy: emplea la escala hexatonal sobre todo en La Fanciulla del West. Pero Puccini en lugar de utilizar ese recurso armónico desde un punto de vista estético lo utiliza de manera funcional formando parte del núcleo poético de esta ópera ambientada en el Nuevo Mundo.[cita requerida]

### La herencia italiana
La fama de compositor "internacional" ha oscurecido a menudo el vínculo de Puccini con la tradición italiana y, en particular, con el teatro de Giuseppe Verdi. Los dos compositores de óperas italianos más populares tienen en común la búsqueda de la máxima síntesis dramática y de la dosificación exacta de los tiempos teatrales sobre el recorrido emotivo del espectador.[cita requerida]
Italiana es también la presencia de la dialéctica entre el tempo musical real y el tiempo psicológico, que antiguamente se manifestaba en la contraposición entre la parte recitativa (durante la que se desarrolla la acción) y las arias (expresión de los estados de ánimo). Las óperas de Puccini contienen numerosos episodios cerrados en los cuales el tiempo de la acción parece ralentizado: como en la escena de la entrada de Butterfly, con el canto irreal de fuera de la escena de la geisha que intenta subir la colina de Nagasaki para alcanzar el nido nupcial. En general, Puccini trata la función tiempo con la elasticidad de un gran novelista.[cita requerida]
Más controvertido es el papel asignado a la melodía, siempre eje capital de la ópera italiana. Considerado un magnífico melodista, hoy día se reconocen también los aspectos armónicos y tímbricos de su música.[cita requerida]

## Obras

### Óperas
Las doce óperas de Puccini, y la ciudad y teatros donde se estrenaron:
- Le Villi, Milán (Dal Verme), 31-V-1884.
- Le Villi (2.ª versión), Turín (Regio), 26-XII-1884.
- Le Villi (3.ª versión), Milán (Scala), 24-I-1885.
- Le Villi (4.ª versión), Milán (Dal Verme), 7-XI-1889.
- Edgar, Milán (Scala), 21-IV-1889.
- Edgar (2.ª versión), Lucca (Giglio), 5-IX-1891.
- Edgar (3.ª versión), Ferrara (Comunale), 28-I-1892.
- Edgar (4.ª versión), Buenos Aires (Ópera), 8-VII-1905.
- Manon Lescaut, Turín (Regio), 1-II-1893.
- Manon Lescaut (2.ª versión), Novara (Teatro Coccia), 21-XII-1893.
- La Bohème, Turín (Regio), 1-II-1896.
- Tosca, Roma (Costanzi), 14-I-1900.
- Madama Butterfly, Milán (Scala), 17-II-1904.
- Madama Butterfly (2.ª versión), Brescia (Grande), 28-V-1904.
- Madama Butterfly (3.ª versión), Londres (Covent Garden), 10-VII-1905.
- Madama Butterfly (4.ª versión), París (Opéra-Comique), 28-XII-1906.
- Madama Butterlfy (5.ª versión), Milán (Teatro Carcano), 9-XII-1920.
- La fanciulla del West, Nueva York (Metropolitan), 10-XII-1910.
- La fanciulla del West (2.ª versión), Milán (Scala), 29-XII-1912.
- La rondine, Montecarlo (Opéra), 27-III-1917.
- La rondine (2.ª versión), Palermo (Teatro Massimo), 10-IV-1920.
- La rondine (3.ª versión), Rijeka (Teatro Verdi), 11-IV-1924.
- Il Trittico ('El tríptico'): (Il Tabarro, Suor Angelica y Gianni Schicchi), Nueva York (Metropolitan), 14-XII-1918.
- Turandot (inacabada a la muerte de Puccini y completada por Franco Alfano en 1926 y por Luciano Berio en 2002), Milán (Scala), 25-IV-1926

### Otras obras

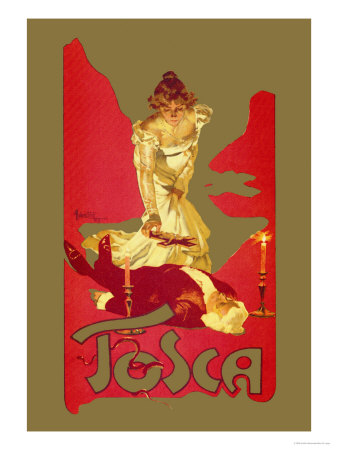
Cartel original de Tosca

- Piezas para órgano y para piano (1874-1878?)
- A Te, romanza para voz y piano, (sin fecha pero probablemente compuesta en la década de 1870)
- Preludio a orquesta en Mi menor (1876)
- Mottetto per San Paolino para voz solista, coro y orquesta (1877)
- I figli d'Italia bella, cantata para voz solista, coro y orquesta (1877)
- Credo para solos, coro y orquesta (1878, reutilizada en la Misa a cuatro voces)
- Prime fantasie, valzer para banda, (1879, perdida)
- Vexilla Regis para coro masculino y órgano, sin fecha pero compuesta entre 1874 y 1880
- Misa para cuatro voces con orquesta, 1880
- Adagio en La mayor, para cuarteto de cuerda, 1881-1882
- Fuga en Re menor, 1881-1882 (?)
- Fuga en Do menor para cuatro voces (compuesta entre 1881 y 1883)
- Fuga en Sol mayor para cuatro voces (compuesta entre 1881 y 1883)
- Fuga en Do mayor para cuatro voces (compuesta entre 1881 y 1883)
- Fuga en Mi menor para cuatro voces (compuesta entre 1881 y 1883)
- Fuga en Sol mayor para cuatro voces (compuesta entre 1881 y 1883)
- Fuga en Sol mayor para cuatro voces (compuesta entre 1881 y 1883)
- Cuarteto de cuerda en Re mayor (compuesta entre 1881 y 1883)
- Preludio sinfónico en La mayor, para orquesta (1882)
- Ah! se potesse, romanza para tenor y piano, (1882?, perdida)
- scherzo en La menor para cuerda (1882)
- Seguitiam del reo le impronte, fragmento de una ópera desconocida (quizá Lucida Mansi, posterior a 1882)
- Fuga Reale para cuarteto de cuerda (1883)
- Melanconia, romanza para voz y piano (1883?)
- Salve Regina, para soprano y armonio o piano (1883?)
- Storiella d'amore, melodía para voz y piano (1883?)
- Ad una morta, romanza para mezzosoprano o barítono y piano u orquesta (1883?)
- Adagetto para orquesta (compuesto entre 1881 y 1883)
- Trío en Fa mayor para orquesta (compuesto entre 1881 y 1883)
- Fuga en Sol menor (1883)
- Mentía l'avviso, escena y romanza para tenor y piano (1883)
- Capriccio Sinfonico (1883)
- Scherzo para cuarteto de cuerda (1883?)
- Tre minuetti para cuarteto de cuerda (1884)
- Sole e amore, romanza para voz y piano (1888)
- Crisantemi, para cuarteto de cuerda (1890)
- Piccolo Valzer para piano (1894)
- Avanti Urania!, romanza para voz y piano (1896)
- Inno a Diana, romanza para voz y piano (1897)
- E l'uccellino, nana para voz y piano (1899)
- Scossa elettrica, marchilla brillante para piano (1899?)
- Terra e mare, romanza para voz y piano (1902)
- Canto d'anime, página de álbum para voz y piano (1904)
- Requiem para coro, viola, armonio u órgano (1905)
- Ecce sacerdos magnus, para coro de cuatro voces (1905)
- Dios y Patria, himno escolar (Buenos Aires, 3 de agosto de 1905)
- Casa mia, para voz y piano (1908)
- Piccolo tango para piano, (1907 o 1910, autenticidad muy dudosa)
- Foglio d'álbum para piano, (1907 o 1910, autenticidad muy dudosa)
- Sogno d'or, romanza para voz y piano (1912)
- Morire?, romanza para voz y piano (1917?)
- Inno a Roma (Himno a Roma), para voz y piano (1919)

## Proyectos operísticos inacabados
- La lupa, a partir de la novela de Giovanni Verga (1894). Parte de la música fue reutilizada en Bohème y en Tosca.
- Aphrodite, de la novela de Pierre Louÿs (1899 – adaptación propuesta a Luigi Illica).
- Tartarin de Tarascon, de la novela de Alphonse Daudet (1899-1900, 1905 – adaptación propuesta a Luigi Illica, en 1905 en colaboración con Maurice Vaucaire).
- Daphnis, de Charles Paul de Kock (1900 – adaptación propuesta a Luigi Illica).
- Adolphe, de la novela de Benjamin Constant (1900 – adaptación discutida con Luigi Illica, obra compuesta después por Camille Erlanger, 1906).
- Maria Antonietta, y L'Austriaca, tema traído de la biografía de María Antonieta (1900, 1905-1906, 1907, sobre libreto de Luigi Illica).
- Conchita, de la novela de Pierre Louÿs La femme et le pantin (1903-1907 – adaptación propuesta a Luigi Illica; el tema será posteriormente musicado por Riccardo Zandonai con el título Conchita, sobre la base del libreto di Maurizio Vaucaire y Carlo Zangarini, 1911).
- La Zattera, Kan e il suo figlio, I 26 per uno, tres cuentos de Máximo Gorki con los cuales crear un tríptico de óperas (1904-1905 – adaptación discutida con Valentino Soldani y Luigi Illica).
- Margherita da Cortona, sobre libreto original di Valentino Soldani (1904-1906).
- A Florentine Tragedy, de la obra de teatro de Oscar Wilde (1906-1907 y 1912 – adaptación pedida primero a Luigi Illica, después a Arturo Colautti, y finalmente, en 1912, a Luigi Illica; el tema será musicado por Alexander Zemlinsky: Eine florentinische Tragödie, 1917).
- Cecco d'Ascoli, posteriormente conocido como L'Alchimista, sobre la base del libreto de Gabriele D'Annunzio.
- Parisina, sobre libreto de Gabriele D'Annunzio, sobre la vida de Parisina d'Este (1906 – el tema, a partir del libreto de D'Annunzio, fue posteriormente musicado por Pietro Mascagni, 1913).
- La Rosa di Cipro, sobre libreto de Gabriele D'Annunzio (1906).
- Hanneles Himmelfahrt, del drama fantástico de Gerhart Hauptmann (1911).
- Due Zoccoletti, de la novela de Ouida (1911-1915? – adaptación propuesta primero a Roberto Bracco, después a Luigi Illica y finalmente, en 1914, realizada por Giuseppe Adami; el tema será después musicado por Pietro Mascagni con el título Lodoletta, sobre libreto de Giovacchino Forzano, 1917). Parte de la música fue reutilizada en Suor Angelica.
- Anima allegra, de la obra de teatro El genio alegre de los hermanos Serafín y Joaquín Álvarez Quintero (1912-1913 – adaptación pedida a Giuseppe Adami, libreto musicado por Franco Vittadini, 1921).
- La Crociata degli Innocenti, sobre libreto de Gabriele D'Annunzio (1912-1914).
- Comédie de celui qui épouse une femme muette, de la comedia de Anatole France (1913 – adaptación discutida con Luigi Illica).
- Mollie, de la comedia At the Barn de Anthony Wharton (1913 – adaptación pedida a Giuseppe Adami).
- Cristoforo Sly o Sly, traída liberalmente del prólogo de La fierecilla domada de William Shakespeare (1916-1920 – libreto de Giovacchino Forzano, posteriormente puesto en música por Ermanno Wolf-Ferrari con el título Sly – La leggenda del dormiente risvegliato, 1927).
- Oliver Twist, de la novela de Charles Dickens (1919-1920, libreto de Giuseppe Adami y Renato Simoni, titulado Fanny).